# Everything Is Everything (album Brand Nubian)
Everything is Everything – trzeci studyjny album amerykańskiej grupy hip-hopowej Brand Nubian, został wydany 1 listopada 1994 nakładem wytwórni Elektra Records.

## Lista utworów
| #  | Tytuł                                                 | Producent           | Wykonanie                                               |
| -- | ----------------------------------------------------- | ------------------- | ------------------------------------------------------- |
| 1  | „Word is Bond"                                        | Lord Jamar, Sadat X | Lord Jamar, Sadat X                                     |
| 2  | „Straight Off Da Head”                                | Lord Jamar          | Sadat X, Lord Jamar                                     |
| 3  | „Weed vs. Weaves (Interlude)”                         | Lord Jamar, Sadat X | *Interlude*                                             |
| 4  | „Nubian Jam”                                          | Lord Jamar          | Lord Jamar, Sadat X, Laura Alfored                      |
| 5  | „Alladat”                                             | Buckwild            | Sadat X, Busta Rhymes                                   |
| 6  | „Step Into Da Cipher”                                 | Lord Jamar, Sadat X | Lord Jamar, Sadat X, Serge, Maestro Manny, Snagglepuss, |
| 7  | „Sweatin Bullets”                                     | Lord Jamar          | Sadat X, Lord Jamar                                     |
| 8  | „Lookin' at God (Interlude)”                          | Lord Jamar, Sadat X | *Interlude*                                             |
| 9  | „Lick Dem Muthaphuckas (Remix)”                       | Lord Jamar          | Lord Jamar, Sadat X                                     |
| 10 | „Another Day in the Beast (Thoughts from a Criminal)” | Lord Jamar          | *Interlude*                                             |
| 11 | „Claimin' I'm a Criminal”                             | Lord Jamar, Sadat X | Lord Jamar, Sadat X                                     |
| 12 | „Gang Bang”                                           | Lord Jamar, Sadat X | Sadat X, Lord Jamar                                     |
| 13 | „Down for the Real”                                   | Lord Jamar          | Lord Jamar, Sadat X                                     |
| 14 | „Return of the Dread”                                 | Lord Jamar          | Lord Jamar                                              |
| 15 | „What the Fuck...”                                    | Lord Jamar          | Lord Jamar, Sadat X                                     |
| 16 | „Hold On”                                             | Lord Jamar, Sadat X | Lord Jamar, Sadat X, Starr                              |

## Pozycje

### Album
| Rok  | Pozycja       | Pozycja                |
| Rok  | Billboard 200 | Top R&B/Hip Hop Albums |
| ---- | ------------- | ---------------------- |
| 1994 | 54            | 13                     |

### Single
| Rok  | Tytuł          | Pozycja           | Pozycja                          | Pozycja         | Pozycja                             |
| Rok  | Tytuł          | Billboard Hot 100 | Hot R&B/Hip-Hop Singles & Tracks | Hot Rap Singles | Hot Dance Music/ Maxi-Singles Sales |
| ---- | -------------- | ----------------- | -------------------------------- | --------------- | ----------------------------------- |
| 1994 | „Word Is Bond” | 94                | 64                               | 11              | 1                                   |
| 1995 | „Hold On”      | —                 | —                                | 39              | 27                                  |